# Diccionari històric del valencià col·loquial
El diccionari històric del valencià col·loquial és un diccionari històric ambiciós sobre un aspecte del lèxic menystingut sobre ara: els mots, les locucions i les accepcions populars del valencià, extrets de documents, sovint inèdits, dels segles XVII, XVIII i xix.
El diccionari és obra de l'escriptor Joaquim Martí Mestre, i té com a finalitat reunir un corpus representatiu del lèxic col·loquial valencià. Es tracta d'un repertori lexicogràfic amb unes dimensions diatòpiques i diacròniques concretes: els col·loquialismes (mots, locucions i accepcions) que el diccionari recull provenen de prop de 600 obres escrites en valencià durant els segles XVII, XVIII i xix.
És un treball pioner dins la lexicografia catalana, dins la qual s'emmarca l'estudi de cada mot o locució, amb informació sovint ignorada pel grans repertoris catalans. Els col·loquis, els sermons, els llibrets de falla, les comèdies i el teatre en general, la poesia i la prosa festives i populars, la premsa satírica, així com qualsevol altra obra que reprodueixi l'oralitat són obres testimonials del lèxic col·loquial valencià. D'entre les fons de què Martí Mestre se serveix, n'hi ha de tots i de cadascun d'aquests gèneres: del segle xvii són destacables alguns col·loquis i sermons, així com les produccions del Pare Mulet i de Pere Jacint Morlà. Del segle xvii, les fonts documentals són, entre d'altres, col·loquis i reculls de poesies. I del segle xix, l'interés recau en els col·loquis, en els reculls de caràcter folklòric de Joaquim Martí Gadea, en les peces teatrals de Josep Bernat i Baldoví, d'Eduard Escalante i Mateu, d'Eduard Escalante i Feo, etc., i especialment en la premsa satírica, la qual prolifera a bastament durant aquest segle.

## Exemples
Els versos de les produccions del Pare Mulet i de Pere Jacint Morlà estan plens de veus col·loquials. Entre elles Martí Mestre recull al diccionari per exemple: descansador de les ulleres 'nas' (Mulet) o fer lo gorumbé del pobres 'copular' (Morlà). Exemples de la premsa satírica: El Mole, La Donsaina, El Tabalet, etc. Altres expressions curioses i divertides, o mots indecorosos o pocavergonyes, però sempre més o menys encoberts, com afluixar el gatillo, caldo d'olives, panfué, fossa del pa, trencar les anous (a una dona) o fer allioli.